# Paracles amaryllis
Paracles amaryllis är en fjärilsart som beskrevs av William Schaus 1896. Paracles amaryllis ingår i släktet Paracles och familjen björnspinnare. Inga underarter finns listade i Catalogue of Life.